# Hubertia
Hubertia là một chi thực vật có hoa trong họ Cúc (Asteraceae).

## Loài
Chi Hubertia gồm các loài: